# النواعير (بلنسية)
النواعير أو النَّحَوِيّ هي قرية في مقاطعة بلنسية في إسبانيا. وهي جزء من بلدية شاطبة.